# CART World Series 1993
CART World Series 1993 kördes över 16 omgångar. Mästare blev rookien Nigel Mansell, som året innan vunnit formel 1-VM, vilket gjorde honom till den förste och ende att vinna dessa två serier i rad.

## Delsegrare
| Datum        | Bana             | Vinnare            | Team                 | Rapport |
| ------------ | ---------------- | ------------------ | -------------------- | ------- |
| 21 mars      | Surfers Paradise | Nigel Mansell      | Newman/Haas Racing   | *       |
| 4 april      | Phoenix          | Mario Andretti     | Newman/Haas Racing   | *       |
| 18 april     | Long Beach       | Paul Tracy         | Marlboro Team Penske | *       |
| 30 maj       | Indianapolis 500 | Emerson Fittipaldi | Marlboro Team Penske | *       |
| 6 juni       | Milwaukee        | Nigel Mansell      | Newman/Haas Racing   | *       |
| 13 juni      | Detroit          | Danny Sullivan     | Galles Racing        | *       |
| 27 juni      | Portland         | Emerson Fittipaldi | Marlboro Team Penske | *       |
| 11 juni      | Cleveland        | Paul Tracy         | Marlboro Team Penske | *       |
| 18 juni      | Toronto          | Paul Tracy         | Marlboro Team Penske | *       |
| 1 augusti    | Michigan 500     | Nigel Mansell      | Newman/Haas Racing   | *       |
| 8 augusti    | New Hampshire    | Nigel Mansell      | Newman/Haas Racing   | *       |
| 22 augusti   | Road America     | Paul Tracy         | Marlboro Team Penske | *       |
| 29 augusti   | Vancouver        | Al Unser Jr.       | Galles Racing        | *       |
| 12 september | Mid-Ohio         | Emerson Fittipaldi | Marlboro Team Penske | *       |
| 19 september | Nazareth         | Nigel Mansell      | Newman/Haas Racing   | *       |
| 3 oktober    | Laguna Seca      | Paul Tracy         | Marlboro Team Penske | *       |

### Surfers Paradise
| Plats | Förare             | Team                 |
| ----- | ------------------ | -------------------- |
| 1     | Nigel Mansell      | Newman/Haas Racing   |
| 2     | Emerson Fittipaldi | Marlboro Team Penske |
| 3     | Robby Gordon       | Copenhagen Racing    |
| 4     | Mario Andretti     | Newman/Haas Racing   |
| 5     | Arie Luyendyk      | Chip Ganassi Racing  |
| 6     | Bobby Rahal        | Rahal-Hogan Racing   |
| 7     | Eddie Cheever      | Turley Motorsports   |
| 8     | Raul Boesel        | Dick Simon Racing    |
| 9     | Teo Fabi           | Racing Team VDS      |
| 10    | Scott Goodyear     | Walker Motorsport    |

### Phoenix
| Plats | Förare          | Team                    |
| ----- | --------------- | ----------------------- |
| 1     | Mario Andretti  | Newman/Haas Racing      |
| 2     | Raul Boesel     | Dick Simon Racing       |
| 3     | Jimmy Vasser    | Hayhoe Racing           |
| 4     | Al Unser Jr.    | Galles Racing           |
| 5     | Teo Fabi        | Racing Team VDS         |
| 6     | Arie Luyendyk   | Chip Ganassi Racing     |
| 7     | Scott Pruett    | ProFormance Motorsports |
| 8     | David Kudrave   | Euromotorsport          |
| 9     | Mark Smith      | Arciero Racing          |
| 10    | Hiro Matsushita | Walker Motorsport       |

### Long Beach
| Plats | Förare           | Team                    |
| ----- | ---------------- | ----------------------- |
| 1     | Paul Tracy       | Marlboro Team Penske    |
| 2     | Bobby Rahal      | Rahal-Hogan Racing      |
| 3     | Nigel Mansell    | Newman/Haas Racing      |
| 4     | Teo Fabi         | Racing Team VDS         |
| 5     | Roberto Guerrero | Budweiser King Racing   |
| 6     | Robbie Buhl      | Dale Coyne Racing       |
| 7     | Scott Pruett     | ProFormance Motorsports |
| 8     | Danny Sullivan   | Galles Racing           |
| 9     | Eddie Cheever    | Turley Motorsports      |
| 10    | Mark Smith       | Arciero Racing          |

### Indianapolis 500
| Plats | Förare             | Team                 |
| ----- | ------------------ | -------------------- |
| 1     | Emerson Fittipaldi | Marlboro Team Penske |
| 2     | Arie Luyendyk      | Chip Ganassi Racing  |
| 3     | Nigel Mansell      | Newman/Haas Racing   |
| 4     | Raul Boesel        | Dick Simon Racing    |
| 5     | Mario Andretti     | Newman/Haas Racing   |
| 6     | Scott Brayton      | Dick Simon Racing    |
| 7     | Scott Goodyear     | Walker Motorsport    |
| 8     | Al Unser Jr.       | Galles Racing        |
| 9     | Teo Fabi           | Racing Team VDS      |
| 10    | John Andretti      | Copenhagen Racing    |

### Milwaukee
| Plats | Förare             | Team                  |
| ----- | ------------------ | --------------------- |
| 1     | Nigel Mansell      | Newman/Haas Racing    |
| 2     | Raul Boesel        | Dick Simon Racing     |
| 3     | Emerson Fittipaldi | Marlboro Team Penske  |
| 4     | Bobby Rahal        | Rahal-Hogan Racing    |
| 5     | Al Unser Jr.       | Galles Racing         |
| 6     | Scott Brayton      | Dick Simon Racing     |
| 7     | Roberto Guerrero   | Budweiser King Racing |
| 8     | Jimmy Vasser       | Hayhoe Racing         |
| 9     | Teo Fabi           | Racing Team VDS       |
| 10    | Robby Gordon       | Copenhagen Racing     |

### Detroit
| Plats | Förare            | Team                 |
| ----- | ----------------- | -------------------- |
| 1     | Danny Sullivan    | Galles Racing        |
| 2     | Raul Boesel       | Dick Simon Racing    |
| 3     | Mario Andretti    | Newman/Haas Racing   |
| 4     | Andrea Montermini | Euromotorsport       |
| 5     | Bobby Rahal       | Rahal-Hogan Racing   |
| 6     | Al Unser Jr.      | Galles Racing        |
| 7     | Adrián Fernández  | Galles Racing        |
| 8     | Robby Gordon      | Copenhagen Racing    |
| 9     | Paul Tracy        | Marlboro Team Penske |
| 10    | Scott Goodyear    | Walker Motorsport    |

### Portland
| Plats | Förare             | Team                 |
| ----- | ------------------ | -------------------- |
| 1     | Emerson Fittipaldi | Marlboro Team Penske |
| 2     | Nigel Mansell      | Newman/Haas Racing   |
| 3     | Paul Tracy         | Marlboro Team Penske |
| 4     | Bobby Rahal        | Rahal-Hogan Racing   |
| 5     | Al Unser Jr.       | Galles Racing        |
| 6     | Mario Andretti     | Newman/Haas Racing   |
| 7     | Raul Boesel        | Dick Simon Racing    |
| 8     | Robby Gordon       | Copenhagen Racing    |
| 9     | Mike Groff         | Rahal-Hogan Racing   |
| 10    | Arie Luyendyk      | Chip Ganassi Racing  |

### Cleveland
| Plats | Förare             | Team                     |
| ----- | ------------------ | ------------------------ |
| 1     | Paul Tracy         | Marlboro Team Penske     |
| 2     | Emerson Fittipaldi | Marlboro Team Penske     |
| 3     | Nigel Mansell      | Newman/Haas Racing       |
| 4     | Stefan Johansson   | Bettenhausen Motorsports |
| 5     | Mario Andretti     | Newman/Haas Racing       |
| 6     | Robby Gordon       | Copenhagen Racing        |
| 7     | Raul Boesel        | Dick Simon Racing        |
| 8     | Teo Fabi           | Racing Team VDS          |
| 9     | Brian Till         | Turley Motorsports       |
| 10    | Arie Luyendyk      | Chip Ganassi Racing      |

### Toronto
| Plats | Förare             | Team                  |
| ----- | ------------------ | --------------------- |
| 1     | Paul Tracy         | Marlboro Team Penske  |
| 2     | Emerson Fittipaldi | Marlboro Team Penske  |
| 3     | Danny Sullivan     | Galles Racing         |
| 4     | Bobby Rahal        | Rahal-Hogan Racing    |
| 5     | Al Unser Jr.       | Galles Racing         |
| 6     | Robby Gordon       | Copenhagen Racing     |
| 7     | Raul Boesel        | Dick Simon Racing     |
| 8     | Mario Andretti     | Newman/Haas Racing    |
| 9     | Scott Goodyear     | Walker Motorsport     |
| 10    | Roberto Guerrero   | Budweiser King Racing |

### Michigan 500
| Plats | Förare           | Team                  |
| ----- | ---------------- | --------------------- |
| 1     | Nigel Mansell    | Newman/Haas Racing    |
| 2     | Mario Andretti   | Newman/Haas Racing    |
| 3     | Arie Luyendyk    | Chip Ganassi Racing   |
| 4     | Raul Boesel      | Dick Simon Racing     |
| 5     | Scott Goodyear   | Walker Motorsport     |
| 6     | Teo Fabi         | Racing Team VDS       |
| 7     | Roberto Guerrero | Budweiser King Racing |
| 8     | Al Unser Jr.     | Galles Racing         |
| 9     | Bobby Rahal      | Rahal-Hogan Racing    |
| 10    | Willy T. Ribbs   | Walker Motorsport     |

### New Hampshire
| Plats | Förare             | Team                  |
| ----- | ------------------ | --------------------- |
| 1     | Nigel Mansell      | Newman/Haas Racing    |
| 2     | Paul Tracy         | Marlboro Team Penske  |
| 3     | Emerson Fittipaldi | Marlboro Team Penske  |
| 4     | Roberto Guerrero   | Budweiser King Racing |
| 5     | Robby Gordon       | Copenhagen Racing     |
| 6     | Scott Brayton      | Dick Simon Racing     |
| 7     | Bobby Rahal        | Rahal-Hogan Racing    |
| 8     | Al Unser Jr.       | Galles Racing         |
| 9     | Jimmy Vasser       | Hayhoe Racing         |
| 10    | Brian Till         | Turley Motorsports    |

### Road America
| Plats | Förare             | Team                 |
| ----- | ------------------ | -------------------- |
| 1     | Paul Tracy         | Marlboro Team Penske |
| 2     | Nigel Mansell      | Newman/Haas Racing   |
| 3     | Bobby Rahal        | Rahal-Hogan Racing   |
| 4     | Raul Boesel        | Dick Simon Racing    |
| 5     | Emerson Fittipaldi | Marlboro Team Penske |
| 6     | Eddie Cheever      | Turley Motorsports   |
| 7     | Scott Brayton      | Dick Simon Racing    |
| 8     | Teo Fabi           | Racing Team VDS      |
| 9     | Arie Luyendyk      | Chip Ganassi Racing  |
| 10    | Scott Goodyear     | Walker Motorsport    |

### Vancouver
| Plats | Förare             | Team                     |
| ----- | ------------------ | ------------------------ |
| 1     | Al Unser Jr.       | Galles Racing            |
| 2     | Bobby Rahal        | Rahal-Hogan Racing       |
| 3     | Stefan Johansson   | Bettenhausen Motorsports |
| 4     | Scott Goodyear     | Walker Motorsport        |
| 5     | Mario Andretti     | Newman/Haas Racing       |
| 6     | Nigel Mansell      | Newman/Haas Racing       |
| 7     | Emerson Fittipaldi | Marlboro Team Penske     |
| 8     | Teo Fabi           | Racing Team VDS          |
| 9     | Raul Boesel        | Dick Simon Racing        |
| 10    | Danny Sullivan     | Galles Racing            |

### Mid-Ohio
| Plats | Förare             | Team                 |
| ----- | ------------------ | -------------------- |
| 1     | Emerson Fittipaldi | Marlboro Team Penske |
| 2     | Robby Gordon       | Copenhagen Racing    |
| 3     | Scott Goodyear     | Walker Motorsport    |
| 4     | Raul Boesel        | Dick Simon Racing    |
| 5     | Arie Luyendyk      | Chip Ganassi Racing  |
| 6     | Bobby Rahal        | Rahal-Hogan Racing   |
| 7     | Mario Andretti     | Newman/Haas Racing   |
| 8     | Al Unser Jr.       | Galles Racing        |
| 9     | Scott Brayton      | Dick Simon Racing    |
| 10    | Jimmy Vasser       | Hayhoe Racing        |

### Nazareth
| Plats | Förare             | Team                     |
| ----- | ------------------ | ------------------------ |
| 1     | Nigel Mansell      | Newman/Haas Racing       |
| 2     | Scott Goodyear     | Walker Motorsport        |
| 3     | Paul Tracy         | Marlboro Team Penske     |
| 4     | Robby Gordon       | Copenhagen Racing        |
| 5     | Emerson Fittipaldi | Marlboro Team Penske     |
| 6     | Bobby Rahal        | Rahal-Hogan Racing       |
| 7     | Stefan Johansson   | Bettenhausen Motorsports |
| 8     | Arie Luyendyk      | Chip Ganassi Racing      |
| 9     | Raul Boesel        | Dick Simon Racing        |
| 10    | Eddie Cheever      | Turley Motorsports       |

### Laguna Seca
| Plats | Förare             | Team                     |
| ----- | ------------------ | ------------------------ |
| 1     | Paul Tracy         | Marlboro Team Penske     |
| 2     | Emerson Fittipaldi | Marlboro Team Penske     |
| 3     | Arie Luyendyk      | Chip Ganassi Racing      |
| 4     | Scott Goodyear     | Walker Motorsport        |
| 5     | Al Unser Jr.       | Galles Racing            |
| 6     | Stefan Johansson   | Bettenhausen Motorsports |
| 7     | Bobby Rahal        | Rahal-Hogan Racing       |
| 8     | Teo Fabi           | Racing Team VDS          |
| 9     | Mario Andretti     | Newman/Haas Racing       |
| 10    | Robby Gordon       | Copenhagen Racing        |

## Slutställning
| Plats | Förare             | Team                     | Poäng |
| ----- | ------------------ | ------------------------ | ----- |
| 1     | Nigel Mansell      | Newman/Haas Racing       | 191   |
| 2     | Emerson Fittipaldi | Marlboro Team Penske     | 183   |
| 3     | Paul Tracy         | Marlboro Team Penske     | 157   |
| 4     | Bobby Rahal        | Rahal-Hogan Racing       | 133   |
| 5     | Raul Boesel        | Dick Simon Racing        | 132   |
| 6     | Mario Andretti     | Newman/Haas Racing       | 117   |
| 7     | Al Unser Jr.       | Galles Racing            | 100   |
| 8     | Arie Luyendyk      | Chip Ganassi Racing      | 90    |
| 9     | Scott Goodyear     | Walker Motorsport        | 86    |
| 10    | Robby Gordon       | Copenhagen Racing        | 84    |
| 11    | Teo Fabi           | Racing Team VDS          | 64    |
| 12    | Danny Sullivan     | Galles Racing            | 43    |
| 13    | Stefan Johansson   | Bettenhausen Motorsports | 43    |
| 14    | Roberto Guerrero   | Budweiser King Racing    | 39    |
| 15    | Scott Brayton      | Dick Simon Racing        | 36    |
| 16    | Jimmy Vasser       | Hayhoe Racing            | 30    |
| 17    | Eddie Cheever      | Turley Motorsports       | 21    |
| 18    | Andrea Montermini  | Euromotorsport           | 12    |
| 19    | Scott Pruett       | ProFormance Motorsports  | 12    |
| 20    | Willy T. Ribbs     | Walker Motorsport        | 9     |
| 21    | Robbie Buhl        | Dale Coyne Racing        | 8     |
| 22    | Mark Smith         | Arciero Racing           | 8     |
| 23    | Mike Groff         | Rahal-Hogan Racing       | 8     |
| 24    | Adrián Fernández   | Galles Racing            | 7     |
| 25    | Brian Till         | Turley Motorsports       | 7     |
| 26    | Hiro Matsushita    | Walker Motorsport        | 7     |
| 27    | David Kudrave      | Euromotorsport           | 6     |
| 28    | Olivier Grouillard | Indy Regency             | 4     |
| 29    | John Andretti      | Copenhagen Racing        | 4     |
| 30    | Marco Greco        | Team Losi                | 2     |
| 31    | Christian Danner   | Euromotorsport           | 2     |
| 32    | Ross Bentley       | Dale Coyne Racing        | 1     |
| 33    | Al Unser           | Budweiser King Racing    | 1     |
| 34    | Bertrand Gachot    | Dick Simon Racing        | 1     |